# Třicet šest lstí
Třicet šest lstí (čínsky v českém přepisu San-šu-liou ťi, pchin-jinem Sānshíliù Jì, znaky zjednodušené 三十六计, tradiční 三十六計) nebo také Třicet šest stratagemů je starý čínský traktát, jenž popisuje strategie a úskoky, které se používaly ve válce, v politice i v civilních záležitostech.
Název tohoto traktátu je poprvé doložen v sedmnáctém svazku Knihy Qi, v životopisu Wang Ťing-ceho (王敬則傳), jenž byl generálem císaře Kao-tiho z říše Jižní Čchi (vládl 479–482). Když se k moci dostal nový císař Ming-ti (vládl 494–498), dal z obavy před ztrátou moci popravit mnoho členů císařského dvora a císařské rodiny. Wang dostal podezření, že bude i on součástí Mingovy čistky, a tak vyvolal vzpouru. Když se Wang dověděl, že se Ming-ťiův syn, korunní princ Siao Pao-ťüan, zalekl jeho vzpoury a uprchl z paláce, zanechal ve své knize zmínku, že „dle třiceti šesti lstí pána Tchana byl útěk jeho nejlepším krokem, jelikož by otec i syn měli bezodkladně zmizet.“ (čínsky: 檀公三十六策, 走是上計, 汝父子唯應急走耳). Přesné datum vzniku Třiceti šesti lstí nelze stanovit a dílo dokonce nebylo veřejnosti známo až do druhé poloviny 20. století, kdy byl v provincii Šen-si objeven rukopis neznámého autora z neznámé doby, jenž byl v roce 1941 otisknut a v malém nákladu vydán místním vydavatelem. Až teprve v roce 1961 došlo k masovému rozšíření, když byla otištěna recenze tohoto díla ve stranickém deníku Komunistické strany Číny, v Kuang-ming ž’-pao.
Třicet šest lstí je rozděleno do šesti kapitol, v nichž každá obsahuje šest stratagemů. Celé dílo je ukončeno doslovem, který se však do dnešních dnů nedochoval celý. První tři kapitoly se věnují výhodným situacím, poslední tři se věnují nevýhodným situacím. Jednotlivé stratagemy jsou uvedeny rčením, jejichž taktický význam je následně vysvětlen krátkým komentářem.

## Kapitola 1: Lsti výherní
- Oklamej císaře, aby překonal moře (瞞天過海／瞒天过海)
- Napadni Wej k záchraně Čao (圍魏救趙／围魏救赵)
- Zabij vypůjčenou dýkou (借刀殺人／借刀杀人)
- Vyčkej v klidu na unaveného nepřítele (以逸待勞／以逸待劳)
- Rabuj při požáru (趁火打劫/趁火打劫)
- Udělej rozruch na východě, pak udeř na západ (聲東擊西／声东击西)

## Kapitola 2: Lsti k vypořádání se s nepřítelem
- Vyrob z ničeho něco (無中生有／无中生有)
- Opravuj otevřeně hlavní cesty, ale proklouzni skrz cesty Čencang (明修棧道,暗渡陳倉／明修栈道,暗渡陈仓)
- Sleduj oheň z protilehlého břehu (隔岸觀火／隔岸观火)
- Skryj svou dýku za úsměvem (笑裏藏刀／笑里藏刀)
- Obětuj švestku, zachraň broskev (李代桃僵)
- Využij příležitost a ukradni kozu (順手牽羊／顺手牵羊)

## Kapitola 3: Lsti k útoku
- Dupej v trávě, vyděs tím hada (打草驚蛇／打草惊蛇)
- Půjč si mrtvolu k oživení ducha (借屍還魂／借尸还魂)
- Vylákej tygra z horské jeskyně (調虎離山／调虎离山)
- Pusť nejprve, chceš-li chytit (欲擒故縱／欲擒故纵)
- Hoď cihlu, aby získal nefritový drahokam (拋磚引玉／抛砖引玉)
- Poraz nepřátele dopadením jejich vůdce (擒賊擒王／擒贼擒王)

## Kapitola 4: Lsti chaosu
- Tajně odstraňuj palivo z pod druhého kotle (釜底抽薪/釜底抽薪)
- Ulov rybu v rozbahněné vodě (渾水摸魚／浑水摸鱼)
- Svlékni cikádě její zlatý krunýř (金蟬脱殼／金蝉脱壳)
- Zavři dveře, chytni zloděje (關門捉賊／关门捉贼)
- Spoj se se vzdáleným nepřítelem a udeř na sousedního (遠交近攻／远交近攻)
- Získej bezpečnou cestu k dobytí království Kuo (假途伐虢/假途伐虢)

## Kapitola 5: Lsti dosažení výhod
- Vyměň trámy za prohnilé dřevo (偷梁換柱／偷梁换柱)
- Ukazuj na moruši, proklínej akát (指桑罵槐／指桑骂槐)
- Předstírej šílenství, ale udržuj si svou mysl (假痴不癲／假痴不癫)
- Odstraň žebřík, jakmile nepřítel vyleze na střechu (上屋抽梯)
- Vyzdob suché stromy falešnými květy (樹上開花／树上开花)
- Otoč roli hosta do role hostitele (反客為主／反客为主)

## Kapitola 6: Lsti zoufalství
- Nalič ženskou past (美人計／美人计)
- Proveď lest prázdné pevnosti (空城計／空城计)
- Nech nepřátelského špióna zasít neshody (反間計／反间计)
- Způsob sám sobě zranění k zisku důvěry nepřítele (苦肉計／苦肉计)
- Zřetěz stratagemy (連環計／连环计)
- Pokud všechno ostatní selže, uteč (走為上計／走为上计)